# Cairina moschata
O pato-do-mato (Cairina moschata), também conhecido popularmente como pato-selva, pato-crioulo, pato-bravo, cairina, pato-argentino, pato-selvagem, pato-almiscarado, pato-mudo e, em algumas regiões, pato-preto, é um anseriforme da família Anatidae. Sendo maior que o pato-doméstico, a espécie possui o dorso preto e uma faixa branca na parte de baixo das asas, entretanto, em seu processo de domesticação, uma ampla variedade de colorações de plumagem foi produzida. Seu nome científico significa: de Cairina = do Cairo, originário desta cidade, capital do Egito; e de moschatus, musky = almiscarado, almíscar.
É uma espécie nativa do Brasil, com área de ocorrência na América Central e América do Sul, desde o México até os Pampas, no Rio Grande do Sul. É um animal com comportamento selvagem, entretanto em alguns países pode ser criado como animal de corte, mas protegido pela legislação brasileira. Foi domesticado pelos grupos indígenas da América do Sul devido a sua carne. É o ingrediente fundamental do prato paraense, o pato no tucupi, também de origem indígena.

## Características

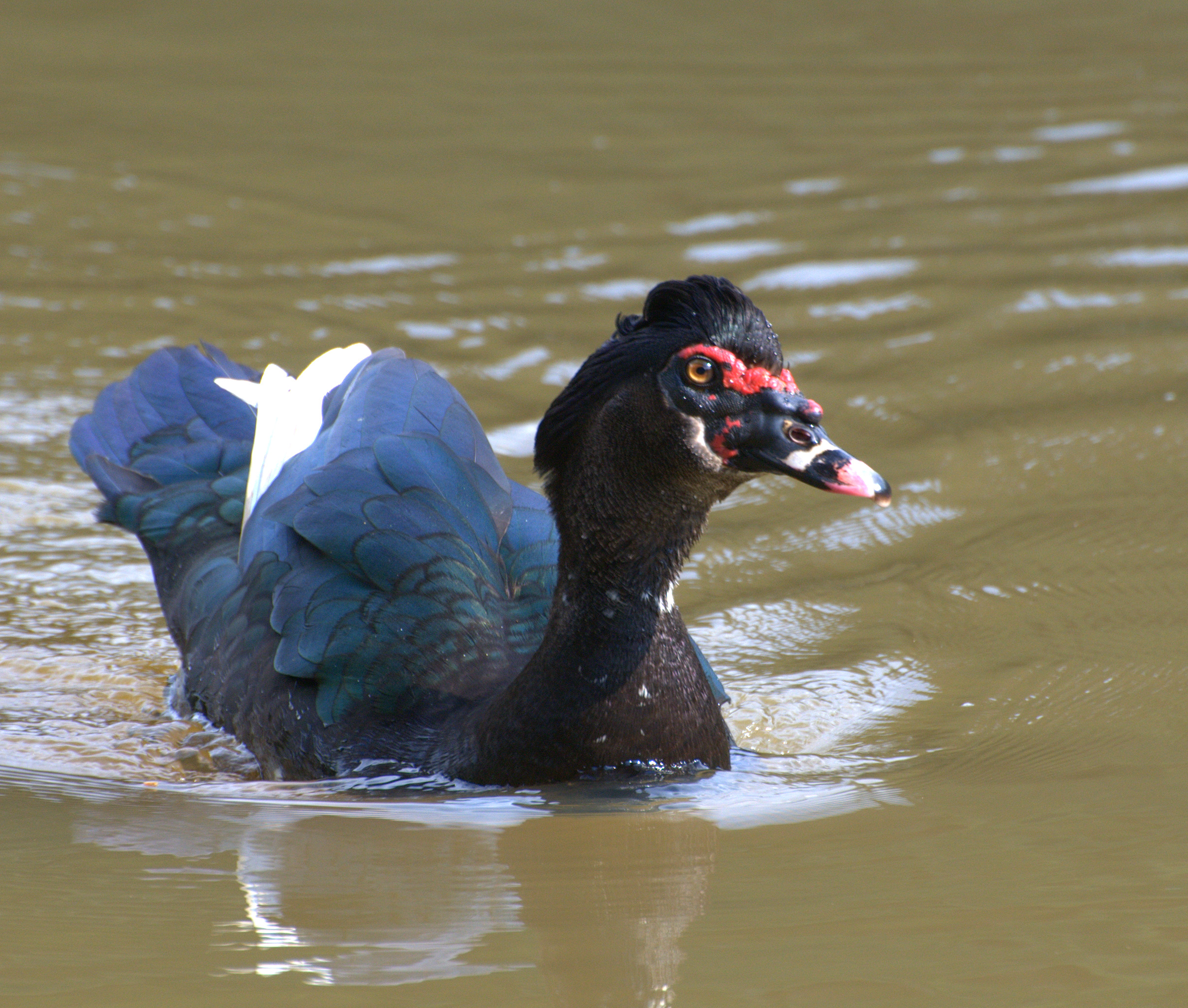
Pato-do-mato macho no Horto Florestal de São Paulo, no Brasil

O macho tem quase o dobro do tamanho das fêmeas e jovens. Quando passam voando juntos, é possível diferenciar os sexos no ar. Apresentam um comprimento de aproximadamente 85 centímetros, uma envergadura de 120 centímetros, o peso no macho de 2,2 quilos, entretanto a fêmea pesa aproximadamente a metade. Ao contrário dos exemplares domésticos, as aves selvagens têm o corpo todo negro, com uma área branca nas asas. A cor branca dificilmente vista, geralmente quando as asas estão abertas, é bastante extenso e fica mais intensa com a idade. Em indivíduos juvenis apresenta-se como uma pequena mancha branca. Além do tamanho, os machos possuem outra característica exclusiva: a pele nua vermelha ao redor dos olhos, bem como uma carúncula da mesma cor acima da base do bico. Não emitem chamados em voo ou pousados, somente um sibilo agressivo nas disputas entre machos, produzido pelo ar expulso com força pela boca entreaberta. A batida de asas é relativamente lenta e produz um sibilar notável, quando passam próximo. Podem voar e pousar no chão, árvores, troncos ou água.
As medidas padrão dos patos selvagens são: a asa entre 25,7 e 30,6 cm, o pico entre 4,4 e 6,1 cm e o alcatrão entre 4,1 e 4,8 cm.
Caracterizam-se por ser uma espécie muito barulhenta, a voz dos machos é identificada por um grito nasal semelhante a uma corneta, ao contrário das fêmeas que produzem o som mais grave, isto é usualmente atribuído aos machos.
Existem algumas formas de saber se um pato é do sexo feminino ou masculino; ou seja, em relação ao do pato feminino, a caracterização é dada através de plumagem ser com menos cores brilhantes e suaves, destacando alguns tons de marrom, contrastando tons claros e escuros, uma vez que cada uma de suas penas podem englobar cores entre, bege e castanho escuro.

## Alimentação
Sua alimentação consiste em raízes, sementes e folhas de plantas aquáticas, anfíbios, répteis, crustáceos, insetos, pequenos mamíferos (sobretudo roedores), peixes de pequeno e médio porte, pequenas cobras, filhotes de tartaruga e centopéias. Além disso, realizam a filtragem da água em busca de invertebrados aquáticos, com o bico, na lama do fundo ou na água, nadando com a cabeça e pescoço afundados.

## Taxonomia
Primordialmente, a espécie foi descrita através de meios científicos por Carl Linnaeus em sua edição de 1758 do Systema Naturae como Anas moschata, que significa literalmente "pato almiscarado". Posteriormente, foi transferido para o gênero Cairina, fazendo seu atual nome binomial cairina moschata.[carece de fontes?]
O pato foi anteriormente colocado na categoria de "pato empoleirado", mas subsequentemente mudou-se para a subfamília dos patos (Anatinae). A análise das sequências do mtDNA dos genes da subunidade 2 do citocromo b e da desidrogenase NADH aponta, no entanto, que ele pode estar mais próximo do gênero Aix e melhor posto na subfamília Tadorninae. Além disto, as demais espécies de Cairina, o raro pato de asas brancas (C. scutulata), aparentam pertencer a um gênero distinto (Asarcornis).[carece de fontes?]

## Reprodução

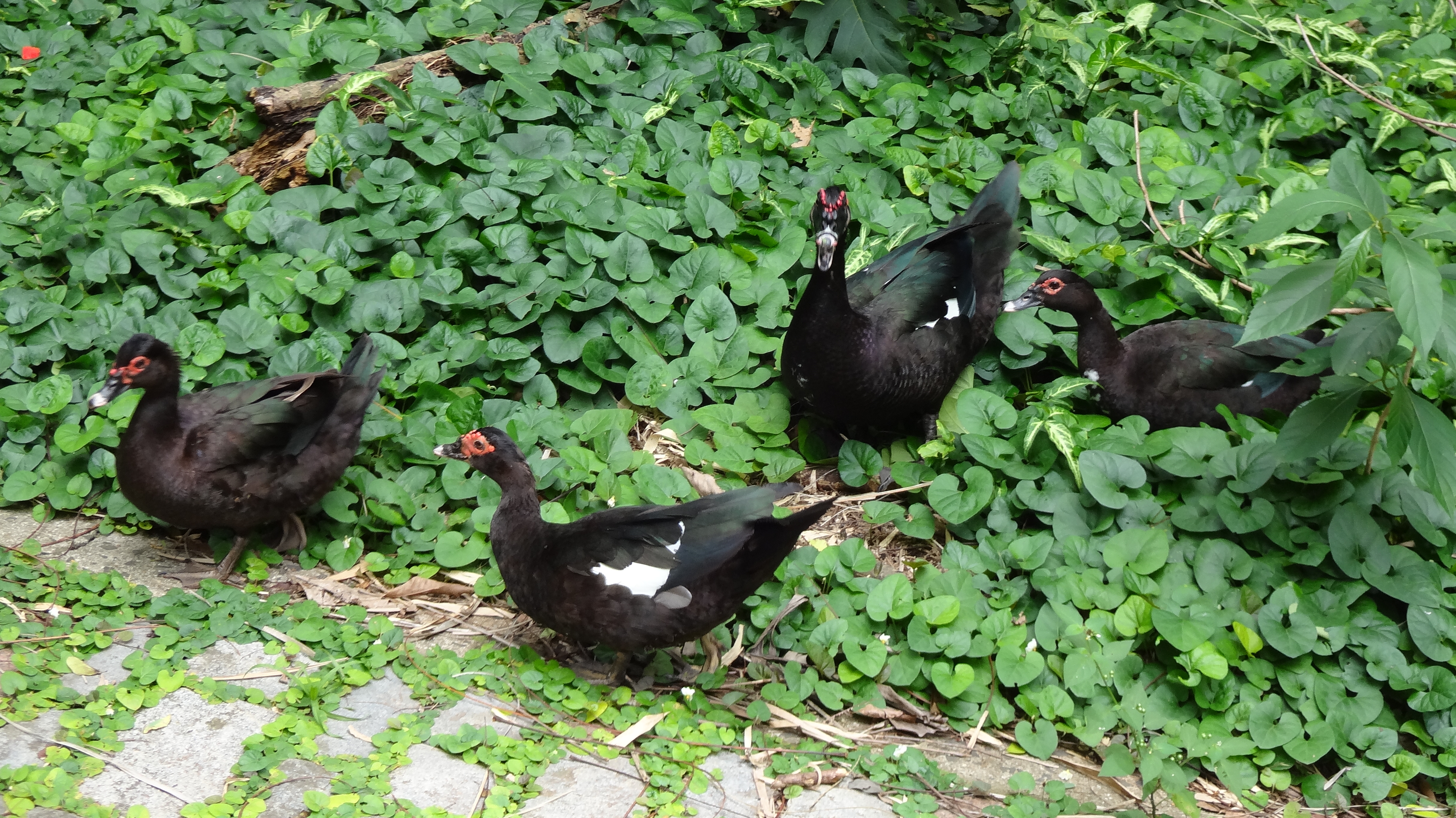
Pato-do-mato em bando

O pato-do-mato geralmente procura um parceiro ou parceira no inverno. Os machos atraem as patas com plumagem ou penas coloridas. As patas vão então levar os patos machos ao seu local de reprodução na primavera. O criadouro é o local onde a fêmea foi incubada. O pato fêmea constrói seu ninho com grama ou juncos ou até mesmo em um oco de uma árvore. O pato macho irá proteger seu território, afugentando outros casais. Uma vez que a fêmea põe de 5 a 12 ovos, ela senta em seus ovos onde se mantém  aquecidos para que possam chocar os filhotes. Os patos, por outro lado, estarão com os outros patos machos durante esse processo. O período de reprodução vai de outubro à março.
Geralmente os filhotes nascem em média cerca de 28 dias. A mãe manterá sua ninhada de patinhos juntos para protegê-los dos predadores. Animais como o guaxinim, tartarugas, falcões, peixes grandes e cobras são os principais predadores do pato-do-mato e eles comem os patinhos. Entretanto, ele são capazes de voar dentro de 5 a 8 semanas. Suas penas se desenvolvem com rapidez. Quando os patos juvenis estiverem prontos para voar, todos os patos se reunirão em bandos em grandes lagos ou no oceano e deslocar-se para sua casa invernada. Quando os patos voam, eles habitualmente realizam isso em uma linha em forma de “V” ou longa.

## Domesticação

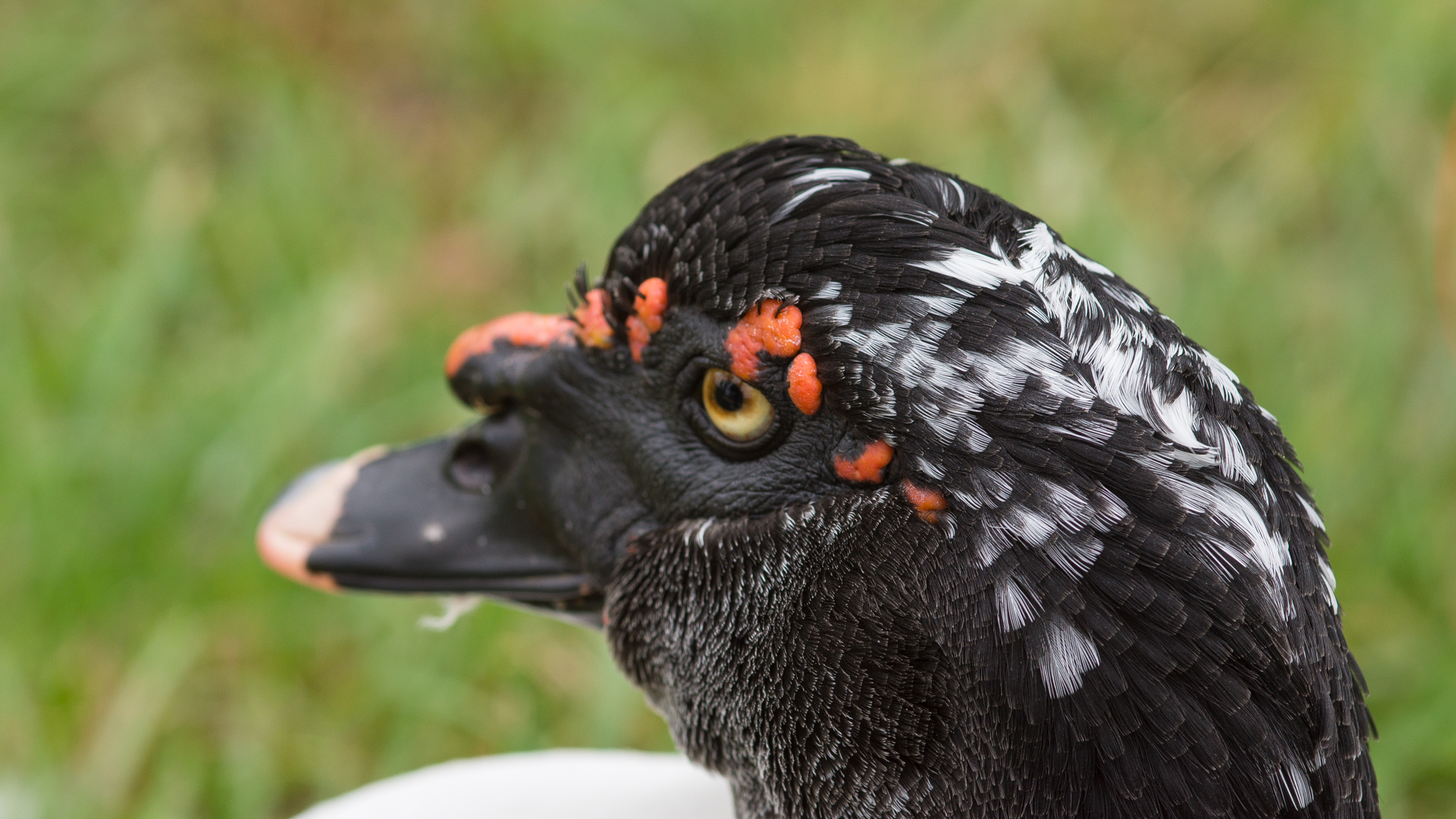
Pato-do-mato

De larga distribuição pelo planeta, é o ancestral das subespécies domésticas. No Brasil, há referências seguras de que o pato-do-mato já era domesticado pelos indígenas, mesmo antes da chegada dos europeus à América. Em alguns lugares, como na região amazônica, é amplamente domesticado e é conhecido apenas como "pato", por ser a espécie mais conhecida. Sua domesticação é fácil desde que sejam nascidos e criados em cativeiro. As fêmeas costumam pôr 12 ovos a cada ninhada. Esta espécie de pato é utilizada no preparo do tradicional "pato no tucupi", prato típico da Região Norte do Brasil.

## Contexto histórico

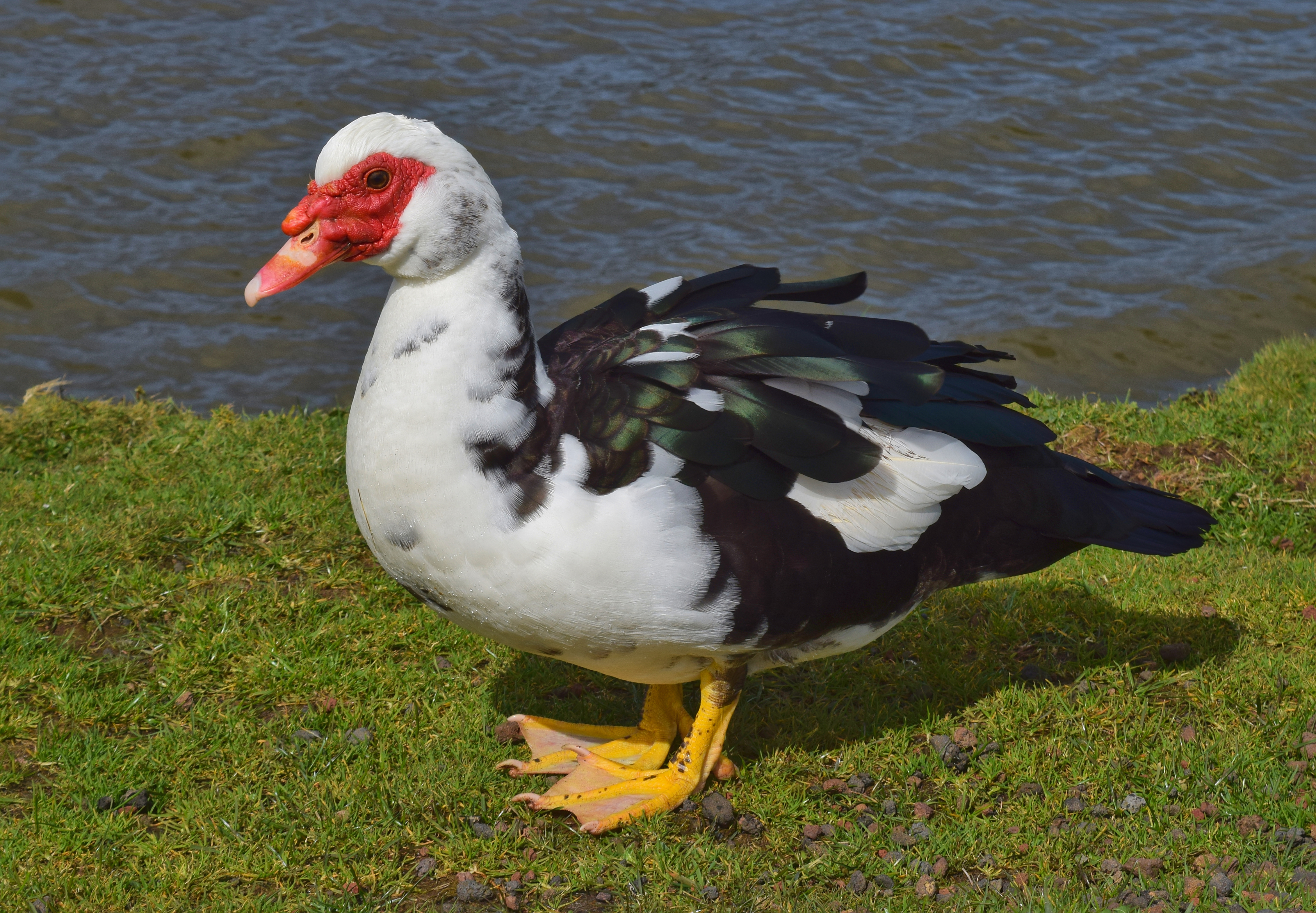
Pato-mudo feral na Lagoa do Capitão, Açores, Portugal.

Essa espécie que vive atualmente sob a proteção da lei já foi domesticada. Os relatos de padres jesuítas feitos durante a colonização portuguesa, há mais de 460 anos, dão conta de que os índios brasileiros criavam patos selvagens. A constatação surpreende porque historicamente os indígenas tinham o hábito de caçar os animais em vez de criá-los. No decorrer do século XVI, patos selvagens foram exportados para a Europa, onde passaram por uma seleção ao longo dos anos para chegar à forma doméstica conhecida atualmente no mundo inteiro. No Pará, patos trazidos de volta ao Brasil e aves que tiveram uma seleção no país acabaram cruzando com o selvagem, gerando mestiços.